# Klinisk farmaci
Klinisk farmaci (engelsk: clinical pharmacy) er en samfundsfarmaceutisk disciplin, der defineres som:
| Citat | Sikring af optimal og rationel brug af lægemidler til gavn for patient og samfund ved et samarbejde mellem farmaceuter/farmakonomer, andre sundhedsprofessionelle og patienten selv. | Citat |
|       | |       |

Farmaceutisk omsorg (engelsk: pharmaceutical care) er et nøgleaspekt, der indgår i klinisk farmaci og defineres som:
| Citat | Den ansvarlige tilvejebringelse af lægemiddelterapi med det formål at opnå bestemte resultater, der forbedrer patientens livskvalitet. | Citat |
|       | |       |

Klinisk farmaci — herunder farmaceutisk omsorg — ledes og udføres af uddannet klinisk farmaceutisk personale, dvs. kliniske farmaceuter og kliniske farmakonomer.

## Klinisk farmaci på apotek
Klinisk farmaci er også en af apotekets kerneydelser, idet apoteksfarmakonomer og -farmaceuter dagligt rådgiver apotekets patienter/kunder samt læger, tandlæger, dyrlæger og andet sundhedspersonale omkring "optimal og rationel brug af lægemidler". Derudover hører sundhedsydelser som f.eks. medicingennemgang, helbredstjek, rygestopkurser og vaccinationer med til apotekernes klinisk farmaceutiske aktiviteter.

## Klinisk farmaci på sygehus
På sygehusene indebærer klinisk farmaci kontrol og tilsyn med de enkelte afdelingers medicinforbrug, ordinationsmønstre og medicindepoter. Denne ydelse kaldes medicinservice/afdelingsfarmaci (klinisk farmaceutisk afdelingsmedicinservice).
Klinisk farmaci på sygehuse omfatter også information til og undervisning af læger, sygeplejersker og andet sygehuspersonale omkring selve lægemidlerne, medicinordination, administration, opbevaring, anvendelse og lignende.
På sygehusene gennemgår kliniske farmakonomer eller farmaceuter endvidere patientjournaler med henblik på at opdage lægemiddelrelaterede problemer så som fejlmedicinering og medicinske interaktioner, hvilket efter samråd med lægen medfører justeringer i medicineringen, som i sidste ende er med til at sikre "optimal og rationel brug af lægemidler".

## Klinisk farmaci på plejehjem og i hjemmeplejen
Et andet område, hvor klinisk farmaci udføres, er i plejehjems- og i hjemmeplejeregi. Gennem personlig gennemgang af den enkelte patients medicin og ved hjælp af undervisning af sygepleje- og hjemmeplejepersonale er farmakonomer eller farmaceuter således med til at sikre "optimal og rationel brug af lægemidler".

## Rationel farmakoterapi
Begrebet rationel farmakoterapi (engelsk: rational pharmacotherapy) er også en del af den kliniske farmaci. Institut for Rationel Farmakoterapi definerer rationel farmakoterapi som:
| Citat | Den lægemiddelbehandling, der giver: - størst virkning - med de mindst alvorlige og det færreste antal bivirkninger - til lavest mulige behandlingspris. | Citat |
|       | |       |

Rationel farmakoterapi er med til at give en øget patientsikkerhed, et hensigtsmæssigt lægemiddelforbrug og er desuden til gavn for samfundsøkonomien, sundhedssystemet og patienterne, idet rationel farmakoterapi fokuserer på lægemidlers kliniske effekt, omfanget af lægemidlers bivirkninger samt lægemidlers pris. Institut for Rationel Farmakoterapi anvender følgende formel til at beskrive rationel farmakoterapi:
Effekt (kliniske studier) / Bivirkninger x Pris = grad af rationel farmakoterapi

## Uddannelser i klinisk farmaci
På de videregående uddannelser til farmakonom (lægemiddelkyndig) og farmaceut (cand.pharm.) undervises og trænes de studerende i faget klinisk farmaci med henblik på at efter endt uddannelse selvstændigt at kunne varetage både ledelses- og funktionsmæssige opgaver inden for den kliniske farmacis mange områder.
Farmakonomer har derudover mulighed for at læse videre ved at gennemføre den 2-årige videreuddannelse Faglig videreuddannelse i Klinisk farmaci og Folkesundhed, som er en overbygning på farmakonomuddannelsen. Denne videreuddannelse kvalificerer farmakonomer yderligere til at praktisere klinisk farmaci på et højt fagligt niveau på apotek og sygehus samt andetsteds i sundhedssektoren.
På Syddansk Universitet udbydes en kandidatuddannelse i klinisk farmaci, som fører frem til betegnelsen cand.pharm.

## Eksterne kilder og henvisninger
- "Brug medicinen bedre — Perspektiver i klinisk farmaci" (rapport fra Lægemiddelstyrelsen om klinisk farmaci)
- "Farmaceutisk omsorg i skranken" (rapport fra Farmakonomforeningen om farmaceutisk omsorg) Arkiveret 28. september 2007 hos  Wayback Machine
- Hepler, C.D. og L.M. Strand: "Opportunities and responsabilities in pharmaceutical care — American Journal of Hospital Pharmacy", 1990